# Amesbury (Massachusetts, statisztikai település)
Amesbury megszűnt statisztikai település az USA Massachusetts államában, Essex megyében. Lakosainak száma 12 327 fő (2000).

## Népesség
A település népességének változása:

| 2000 | 12 327 |